# Alfred Kleniewski

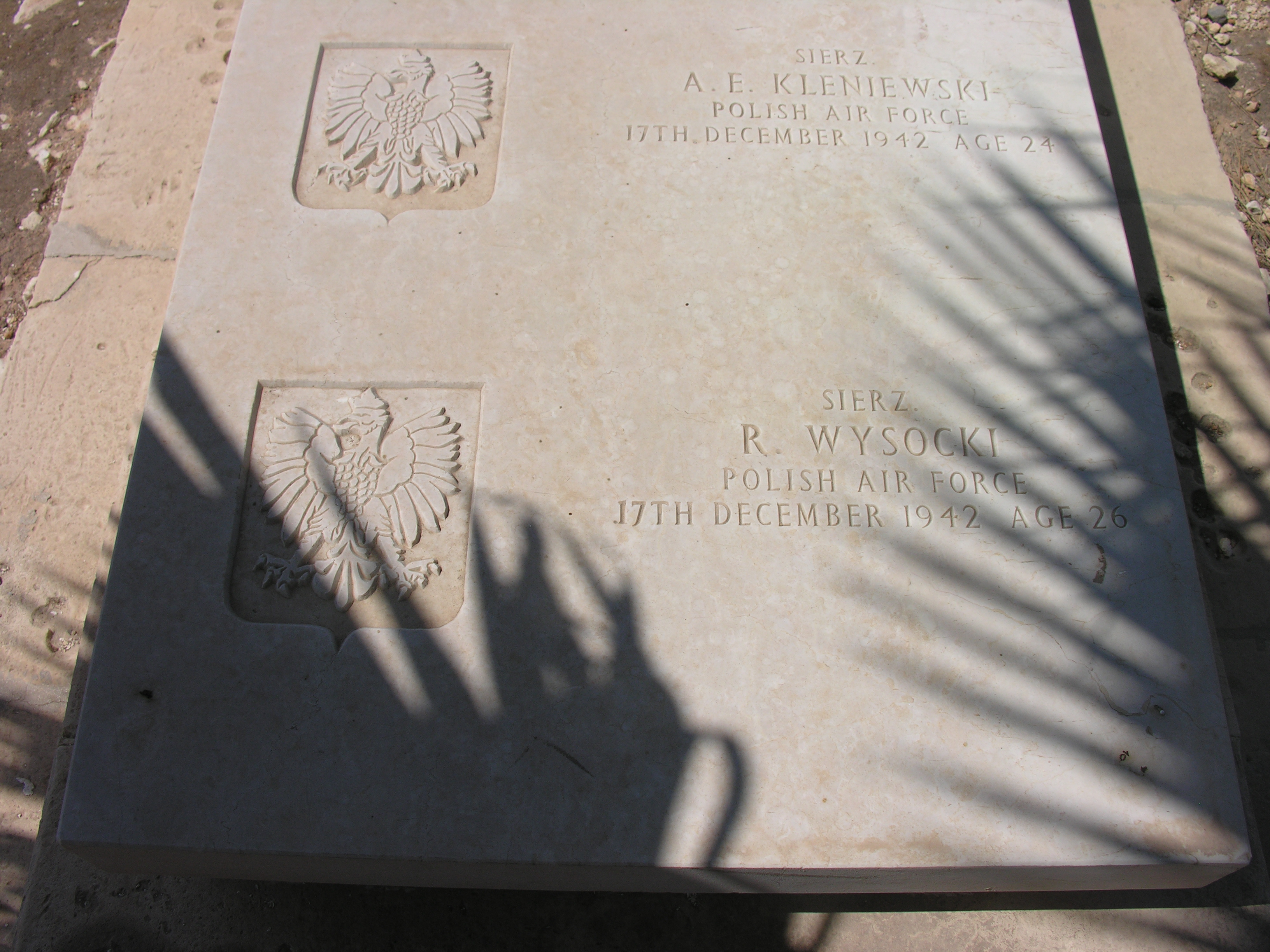
Grób Alfreda Kleniewskiego w Kalkarze na Malcie

Alfred Edmund Kleniewski (ur. 9 listopada 1918 w Mączewie, powiat Mława; zm. 17 grudnia 1942 w pobliżu miejscowości Żejtun) – sierżant, polski lotnik, strzelec pokładowy.

## Życiorys
Uczył się najpierw w Szkole Handlowej w Mławie, później w Gimnazjum Ogólnokształcącym w Działdowie. Po jego ukończeniu wstąpił do szkoły Orląt w Dęblinie. Po wybuchu II wojny światowej, przedostał się do Francji, a następnie do Anglii, gdzie został przydzielony do 307 dywizjonu myśliwsko-nocnego jako strzelec pokładowy. W 1941, po przezbrojeniu jednostki w samoloty bez stanowiska strzelca, przeniesiony do lotnictwa bombowego. Wcielony został do 300 dywizjonu bombowego „Ziemi Mazowieckiej”. W styczniu 1942 skierowany do 18 Jednostki Szkolenia Operacyjnego w charakterze instruktora. We wrześniu 1942 przydzielony do polskiej eskadry 138 dywizjonu RAF. 
17 grudnia 1942 podczas lotu z Kairu do Wielkiej Brytanii, po międzylądowaniu w Luqa na Malcie samolot Handley Page Halifax (nr ser. DT542, znaki NF-Q), którym leciał Kleniewski rozbił się w pobliżu miejscowości Żejtun. Cała załoga i wszyscy pasażerowie zginęli. Pochowany został wraz z resztą załogi i pasażerami samolotu na cmentarzu w Kalkarze na Malcie.

## Odznaczenia
Został odznaczony przez gen. Władysława Sikorskiego Krzyżem Srebrnym Virtuti Militari nr 9261 a także cztery razy Krzyżem Walecznych.

## Upamiętnienie
- jedna z ulic w Mławie została nazwana jego imieniem[5].